# Lex Didia sumptuaria
La lex Didia sumptuaria va ser una llei romana que estenia als pobles italians les disposicions de la llei Fannia sumptuaria, perquè els itàlics pensaven que només s'havia d'aplicar a Roma.
Aquesta llei fixava també límits a les despeses dels banquets que se celebraven amb motiu dels Jocs i altres festivitats. La llei Fannia limitava les despeses i imposava multes als organitzadors si les superaven i aquesta, a més, castigava també amb multes als assistents als banquets. Va ser aprovada a proposta del tribú de la plebs Didi l'any 143 aC (o 610 de la fundació de Roma), l'any que eren cònsols Appi Claudi Pulcre i Quint Cecili Metel Macedònic.